# Terre-Neuve
Terre-Neuve (Haïtiaans-Creools: Tènèv) is een stad en gemeente in Haïti met 31.000 inwoners. De plaats ligt 21 km ten noorden van de stad Les Cayes, in een kleine bergketen die Massif de Terre-Neuve wordt genoemd. De gemeente maakt deel uit van het arrondissement Gros-Morne in het departement Artibonite.
Er wordt katoen, tabak en fruit verbouwd. Terre-Neuve ligt in een belangrijk mijnbouwgebied, waar vooral koper gewonnen wordt. Verder wordt er ijzer, goud, lood, zink en zilver gevonden.
In de buurt van Terre-Neuve staat de berg Morne Degas.
Tijdens overstromingen die het gevolg waren van orkaan Jeanne zijn in september 2004 17 mensen omgekomen in Terre-Neuve.

## Indeling
De gemeente bestaat uit de volgende sections communales:
| Nr. | Naam      | Km²   | Inw.2015 |
| --- | --------- | ----- | -------- |
| 1   | Doland    | 89,21 | 11.897   |
| 2   | Bois Neuf | 49,04 | 8.784    |
| 3   | Lagon     | 38,58 | 10.571   |